# Afro-Centric Productions
Afro-Centric Productions este o asociație americană producătoare de filme pornografice, întemeiată în martie 1998 de Randy Haynes. Ea are sediul în Boston, Massachusetts.

## Actori
- Angel Eyes
- Andy Lace
- Asia
- Ashley Fox
- Africa
- Beauty Dior
- Candy West
- Caramel
- Chloe Black
- Goldie Lane
- Delicious
- Diamond
- Dominique Dupree
- Domonique Simone
- India
- Kandi Kream
- Kapri Styles
- Kia
- Kimber Blake
- Kitten
- Lacey Duvalle
- Lacey Lippz
- Lil Ass
- Lusty Lia
- Macy
- Marie Luv
- Meagan Reed
- Meka Johnson
- Menage Trois
- Midori
- Miricle
- Mischa McKinnon
- Moet
- Monique
- Mone Divine
- Nadaye
- Nita
- No Love
- Nyah Nordhoff
- Nyeema Knoxxx
- Obsession
- Olivia Winters
- Porsha
- Serena Lewis
- Skyy Jolie
- Sheila Falcon
- Summer
- Sydnee Capri
- Precious
- Tina
- Tiffany Cox
- Tiffany Mason
- Torri Flames
- Tracy Vegas
- Treasure
- Jaden
- Jazmin
- Jazmine Cashmere
- Jenna Brooks
- Justice Lee
- Unique
- Velvet
- Fantasy
- Xtacee
- Frankie Lah-ru